# Fiú 100 méteres hátúszás a 2010. évi nyári ifjúsági olimpiai játékokon
A 2010. évi nyári ifjúsági olimpiai játékokon az úszás fiú 100 méteres hátúszás versenyszámát augusztus 15. és augusztus 16. között rendezték meg a Singapore Sports Schoolban.

## Előfutamok

### 1. Futam
| H  | P | Név                         | Nemzet     | Idő     | Mj  |
| -- | - | --------------------------- | ---------- | ------- | --- |
| 1. | 5 | Bastien Soret               | Belgium    | 59.15   |     |
| 2. | 2 | Ruslan Baimanov             | Kazahsztán | 1:00.07 |     |
| 3. | 4 | Bilal Achalhi               | Marokkó    | 1:01.70 |     |
| 4. | 3 | Alan Wladimir Abarca Cortes | Chile      | 1:01.71 |     |
| 5. | 6 | Mark Sammut                 | Málta      | 1:01.80 |     |
|    | 7 | Ammar Ghanim                | Jemen      |         | DNS |

### 2. Futam
| H  | P | Név                 | Nemzet        | Idő   | Mj |
| -- | - | ------------------- | ------------- | ----- | -- |
| 1. | 3 | Max Ackermann       | Ausztrália    | 57.64 | Q  |
| 2. | 4 | Andrij Kovbasza     | Ukrajna       | 57.96 | Q  |
| 3. | 5 | Matuesz Wysoczynski | Lengyelország | 58.00 | Q  |
| 4. | 2 | Raphael Stacchiotti | Luxemburg     | 58.11 | Q  |
| 5. | 1 | Serghei Golban      | Moldova       | 58.12 | Q  |
| 6. | 6 | Yusuke Yamagishi    | Japán         | 58.97 |    |
| 7. | 7 | Pedro Antonio Costa | Brazília      | 59.46 |    |
| 8. | 8 | Heshan Unamboowe    | Srí Lanka     | 59.75 |    |

### 3. Futam
| H  | P | Név                            | Nemzet             | Idő     | Mj |
| -- | - | ------------------------------ | ------------------ | ------- | -- |
| 1. | 5 | Yakov Toumarkin                | Izrael             | 55.55   | Q  |
| 2. | 1 | Bernek Péter                   | Magyarország       | 57.10   | Q  |
| 3. | 7 | Ivan Biondić                   | Horvátország       | 57.34   | Q  |
| 4. | 6 | Alexis Manacas da Silva Santos | Portugália         | 57.45   | Q  |
| 5. | 3 | Rainer Kai Wee Ng              | Szingapúr          | 57.50   | Q  |
| 6. | 4 | Christian Diener               | Németország        | 58.92   |    |
| 7. | 8 | Christian Homer                | Trinidad és Tobago | 59.71   |    |
| 8. | 2 | Martin Fakla                   | Szlovákia          | 1:00.06 |    |

### 4. Futam
| H  | P | Név                | Nemzet                  | Idő   | Mj |
| -- | - | ------------------ | ----------------------- | ----- | -- |
| 1. | 3 | Lavrans Solli      | Norvégia                | 57.08 | Q  |
| 2. | 4 | Jianbin He         | Kína                    | 57.18 | Q  |
| 3. | 6 | Murray McDougall   | Dél-afrikai Köztársaság | 57.43 | Q  |
| 4. | 5 | Abdullah Altuwaini | Kuvait                  | 57.88 | Q  |
| 5. | 7 | Steve Schmuhl      | Egyesült Államok        | 58.01 | Q  |
| 6. | 8 | Simone Geni        | Olaszország             | 58.53 |    |
| 7. | 1 | Ondrej Palatka     | Csehország              | 58.86 |    |
| 8. | 2 | Mans Hjelm         | Svédország              | 59.08 |    |

## Elődöntő

### 1. Futam
| H  | P | Név                 | Nemzet                  | Idő   | Mj |
| -- | - | ------------------- | ----------------------- | ----- | -- |
| 1. | 5 | Jianbin He          | Kína                    | 56.10 | Q  |
| 2. | 4 | Lavrans Solli       | Norvégia                | 56.39 | Q  |
| 3. | 3 | Murray McDougall    | Dél-afrikai Köztársaság | 56.67 | Q  |
| 4. | 2 | Abdullah Altuwaini  | Kuvait                  | 57.41 | Q  |
| 5. | 6 | Rainer Kai Wee Ng   | Szingapúr               | 57.44 |    |
| 6. | 7 | Matuesz Wysoczynski | Lengyelország           | 57.56 |    |
| 7. | 1 | Raphael Stacchiotti | Luxemburg               | 57.66 |    |
| 8. | 8 | Ondrej Palatka      | Csehország              | 58.17 |    |

### 2. Futam
| H  | P | Név                            | Nemzet           | Idő   | Mj |
| -- | - | ------------------------------ | ---------------- | ----- | -- |
| 1. | 4 | Yakov Toumarkin                | Izrael           | 55.40 | Q  |
| 2. | 5 | Bernek Péter                   | Magyarország     | 56.97 | Q  |
| 3. | 3 | Ivan Biondić                   | Horvátország     | 57.33 | Q  |
| 4. | 7 | Andrij Kovbasza                | Ukrajna          | 57.35 | Q  |
| 5. | 2 | Max Ackermann                  | Ausztrália       | 57.63 |    |
| 6. | 1 | Steve Schmuhl                  | Egyesült Államok | 57.64 |    |
| 7. | 8 | Serghei Golban                 | Moldova          | 57.87 |    |
| 8. | 6 | Alexis Manacas da Silva Santos | Portugália       | 58.06 |    |

## Döntő
| H     | P | Név                | Nemzet                  | Idő   | Mj  |
| ----- | - | ------------------ | ----------------------- | ----- | --- |
| Arany | 5 | Jianbin He         | Kína                    | 55.16 |     |
| Ezüst | 4 | Yakov Toumarkin    | Izrael                  | 55.28 |     |
| Bronz | 3 | Lavrans Solli      | Norvégia                | 56.20 |     |
| 4.    | 2 | Bernek Péter       | Magyarország            | 56.33 |     |
| 5.    | 6 | Murray McDougall   | Dél-afrikai Köztársaság | 56.68 |     |
| 6.    | 7 | Ivan Biondić       | Horvátország            | 56.88 |     |
| 7.    | 1 | Andrij Kovbasza    | Ukrajna                 | 56.93 |     |
|       | 8 | Abdullah Altuwaini | Kuvait                  |       | DSQ |

## Fordítás
Ez a szócikk részben vagy egészben  a   Swimming at the 2010 Summer Youth Olympics – Boys' 100 metre backstroke című angol Wikipédia-szócikk fordításán alapul.  Az eredeti cikk szerkesztőit annak laptörténete sorolja fel. Ez a jelzés csupán a megfogalmazás eredetét és a szerzői jogokat jelzi, nem szolgál a cikkben szereplő információk forrásmegjelöléseként.